# Armádní letecká služba Spojených států amerických
Armádní letecká služba Spojených států amerických (anglicky: U.S. Army Air Service) byl název vojenského letectva Armády Spojených států od roku 1918 do roku 1926. Armádní letecká služba byla předchůdcem dnešního Letectva Spojených států.

## Vývoj amerického letectva
- Letecká divize Spojovacího sboru Spojených států (Aeronautical Division, U.S. Signal Corps) 1. srpna 1907 – 18. července 1914
- Letecká sekce Spojovacího sboru Spojených států (Aviation Section, U.S. Signal Corps) 18. července 1914 – 20. května 1918
- Divize vojenského letectví (Division of Military Aeronautics) 20. května 1918 – 24. května 1918
- Armádní letecká služba Spojených států (U.S. Army Air Service) 24. května 1918 – 2. července 1926
- Armádní letecký sbor Spojených států (U.S. Army Air Corps) 2. července 1926 – 20. června 1941
- Letectvo Armády Spojených států (U.S. Army Air Forces) 20. června 1941 – 18. září 1947
- Letectvo Spojených států (United States Air Force) 18. září 1947 – současnost

## Velitelé Letecké služby
Ředitelé Letecké služby
- John D. Ryan (28. srpna 1918 – 27. listopadu 1918)
- Generálmajor Charles T. Menoher (2. ledna 1919 – 4. června 1920)

Náčelníci Letecké služby
- Generálmajor Charles T. Menoher (4. června 1920 – 4. října 1921)
- Generálmajor Mason M. Patrick (5. října 1921 – 2. července 1926)